# O Retrato de Laura
O Retrato de Laura foi uma telenovela brasileira produzida e exibida pela extinta TV Tupi entre 14 de janeiro e 8 de março de 1969, às 18:30 horas. Foi escrita por Ciro Bassini, baseada no original de Vito Martini, com direção de Mário Bassini e Ítalo Rossi e supervisão de Mário Bassini.

## Produção
Com a ascensão da recém-criada Rede Globo, pautada nos textos de capa e espada de Glória Magadan, a Tupi-Rio, que na época era mera exibidora de novelas produzidas em São Paulo, foi perdendo audiência paulatinamente. Em setembro de 1968 a Tupi-Rio resolveu reagir e criou o Departamento de Produção de Telenovelas.  Ao longo do ano foi traçado um plano para a produção de novas novelas inspiradas na “novela-verdade” de Beto Rockfeller. O plano consistia no lançamento quase simultâneo de três novelas das 18h30 entre outubro de 1968 e o início de 1969: Retrato de Laura de Ciro Bassini (outubro), Um Gosto Amargo de Festa de Cláudio Cavalcanti (novembro) e Enquanto Houver Estrelas de Mario Brasini (janeiro de 1969).
Retrato de Laura foi selecionada entre dezenas de textos pelo diretor de produção de telenovelas da Tupi-Rio Mário Brasini. A telenovela foi escrita pelo autor Ciro Bassini, experiente autor de radionovelas e telenovelas da Tupi e Record e cujo trabalho principal havia sido a criação da primeira versão de Éramos Seis na Record. Bassini adaptou um texto de Vito Martini e o batizou Retrato de Laura.  A direção de Retrato de Laura coube ao próprio Mário Brasini, como forma de demonstrar sua confiança no projeto de produção de telenovelas da Tupi-Rio. Para a produção da telenovela, houve uma grande reforma dos estúdios, reinaugurados com o nome de Telestudios Tupi-Guanabara.   
Durante a seleção do elenco, parte do público ficou curioso sobre quem faria o papel de “Laura”, com a Tupi-Rio recebendo ligações e telegramas dos fãs de telenovela.  Em setembro a Tupi-Rio anunciou o elenco encabeçado pelos protagonistas Cláudio Cavalcanti e a recém contratada Diana Morel (como Laura).
Com a produção iniciada em setembro, a estreia foi agendada para 14 de outubro  no Rio de Janeiro, 16 de dezembro em Recife e em janeiro de 1969 em São Paulo. A trilha sonora foi entregue ao compositor Lúcio Alves.  A produção da novela continuou até a gravação do último capitulo, realizada na segunda semana de outubro.

## Sinopse
"...É a história de uma mulher infeliz, pela saciedade de todos os seus desejos. É a narrativa, dentro dos moldes populares, do fenômeno que hoje assola determinadas sociedades altamente desenvolvidas. ..."— Mário Brasini sobre o tema da novela Retrato de Laura  em entrevista para Carlos Alberto, Tribuna da Imprensa, 28 de agosto de 1968.
Laura é uma jovem órfã criada pela avó milionária Dª Letícia em uma mansão no Rio de Janeiro e torna-se uma mulher muito rica, mimada, cruel e odiada por quase todos ao seu redor. Infeliz, envolve-se com Júlio (dono de uma boate e líder de uma quadrilha de contrabando). As únicas pessoas que gostam de Laura são a avó e Marcelo, seu primo, um pintor famoso que faz secretamente um retrato de Laura, o qual retoca em momentos de solidão. Subitamente Laura desaparece e sua família gasta muitos recursos, porém não a encontra. Apesar de correrem boatos sobre sua morte, a trama gira em torno da pergunta: onde está Laura ?

## Elenco
- Diana Morel - Laura
- Milton Moraes - Júlio
- Iracema de Alencar - Tia Letícia
- Cláudio Cavalcanti - Marcelo
- Elza Gomes
- Suzy Arruda
- Alberto Pérez
- Hélio Ary
- Neila Tavares
- Mario Brasini
- Lourdes Mayer